# Tinodes gueneyensis
Tinodes gueneyensis är en nattsländeart som beskrevs av Füsun Sipahiler 1995. Tinodes gueneyensis ingår i släktet Tinodes och familjen tunnelnattsländor. Inga underarter finns listade i Catalogue of Life.